# WASP-17
WASP-17은 전갈자리 방향으로 지구로부터 약 1,000광년 떨어진 곳에 있는 F형 주계열성이다. 이 별은 우리 태양보다 조금 더 무겁고, 더 밝고, 좀 더 뜨겁다.

## 행성
2009년 8월 11일 이 별을 돌고 있는 외계 행성의 존재가 공식적으로 발표되었다. 특이한 점은 보통 행성은 항성의 자전 방향과 같은 방향으로 별을 도는데, b는 거꾸로 돌고 있는 이른바 '역행 행성'이었다.

## 참고 문헌
- “Star : WASP-17”. Extrasolar Planets Encyclopaedia. 2009년 12월 17일에 원본 문서에서 보존된 문서. 2009년 8월 15일에 확인함.

1. ↑  “WASP-17: New planet orbits backwards reveals violent past”. examiner.com. 2009년 8월 14일. 2009년 8월 15일에 확인함.